# Nati il 26 maggio

## IV secolo(1)
- 309 - San Zaia, santo siriaco († 431)

## X secolo(1)
- 972 - Raimondo Borrell di Barcellona, conte († 1017)

## XI secolo(1)
- 1053 - Vladimir II di Kiev, sovrano († 1125)

## XIV secolo(1)
- 1396 - Giovanni di Friburgo, nobile svizzero († 1458)

## XV secolo(2)
- 1472 - Juan Pardo de Tavera, cardinale e arcivescovo cattolico spagnolo († 1545)
- 1478 - Papa Clemente VII, papa, arcivescovo cattolico e cardinale italiano († 1534)

## XVI secolo(10)
- 1525 - Zhang Juzheng, politico cinese († 1582)
- 1554 - Girolamo Dandini, gesuita, teologo e diplomatico italiano († 1634)
- 1562 - Giacomo III di Baden-Hachberg, nobile tedesco († 1590)
- 1566 - Mehmed III, sultano ottomano († 1603)
- 1567 - Ban Naoyuki, generale e militare giapponese († 1615)
- 1583 - Susanna Hall, inglese († 1649)
- 1587 - Susan de Vere, nobildonna inglese († 1629)
- 1592 - Olimpia Maidalchini, principessa italiana († 1657)
- 1595 - Remigius Fesch, giurista e storico dell'arte svizzero († 1667)
- 1595 - Maria Domitilla Galluzzi, religiosa e mistica italiana († 1671)

## XVII secolo(10)
- 1602 - Philippe de Champaigne, pittore francese († 1674)
- 1634 - Antonio Fineschi da Radda, poeta e drammaturgo italiano († 1698)
- 1644 - Michael Ettmüller, medico tedesco († 1683)
- 1650 - John Churchill, I duca di Marlborough, generale e politico britannico († 1722)
- 1655 - Vincenzo Grimani, cardinale, diplomatico e librettista italiano († 1710)
- 1667 - Abraham de Moivre, matematico francese († 1754)
- 1669 - Sébastien Vaillant, botanico francese († 1722)
- 1682 - John Drummond, II conte di Melfort, nobile scozzese († 1754)
- 1699 - Nikita Jur'evič Trubeckoj, ufficiale e politico russo († 1767)
- 1700 - Nikolaus Ludwig von Zinzendorf, teologo tedesco († 1760)

## XVIII secolo(25)
- 1714 - Giovanni Antonio Galliari, pittore e scenografo italiano († 1783)
- 1722 - Washington Shirley, V conte Ferrers, ammiraglio britannico († 1778)
- 1728 - Filippo Lopez y Royo, arcivescovo cattolico italiano († 1811)
- 1730 - Pieter Boddaert, fisico e naturalista olandese († 1795)
- 1732 - Francesco Sozzi, pittore italiano († 1795)
- 1743 - Giuseppe De Conti, storico e scrittore italiano († 1817)
- 1746 - Luigi Mozzi, presbitero e gesuita italiano († 1813)
- 1752 - Antoine Brice, pittore francese († 1817)
- 1752 - Mattia Butturini, letterato, latinista e grecista italiano († 1817)
- 1758 - Elizabeth Waldegrave, nobildonna inglese († 1823)
- 1760 - Johann Kaspar Friedrich Manso, filologo, insegnante e storico tedesco († 1826)
- 1764 - Edward Livingston, giurista, statistico e politico statunitense († 1836)
- 1764 - Leopold Trattinnick, botanico e micologo austriaco († 1849)
- 1768 - Luisa Carolina di Hochberg, nobildonna tedesca († 1820)
- 1773 - Anna Grigor'evna Kozickaja, nobildonna russa († 1846)
- 1773 - Ascanio Mansi, politico italiano († 1840)
- 1773 - Hans Georg Nägeli, compositore e editore svizzero († 1836)
- 1779 - Giovanni Augusto Carlo di Wied, principe († 1836)
- 1788 - Joseph Marion Hernández, politico statunitense († 1857)
- 1790 - Albert Goblet d'Alviella, militare e politico belga († 1873)
- 1791 - August Grahl, pittore tedesco († 1868)
- 1796 - Armand Joseph Bruat, ammiraglio francese († 1855)
- 1796 - Luigi II del Liechtenstein, principe austriaco († 1858)
- 1799 - August Kopisch, pittore e poeta tedesco († 1853)
- 1800 - Pierre Alexandre Jean Mollière, generale francese († 1850)

## XIX secolo(155)
- 1802 - Giuseppe Jacquemoud, magistrato e politico italiano († 1863)
- 1802 - Karl Ferdinand Ranke, filologo classico, grecista e biografo tedesco († 1876)
- 1803 - Vincenzo Martini, politico e drammaturgo italiano († 1862)
- 1806 - Louis-Marie-Joseph-Eusèbe Caverot, cardinale e arcivescovo cattolico francese († 1887)
- 1806 - Pietro Mongini, prete italiano († 1886)
- 1810 - Antonio Angelini, patriota italiano († 1845)
- 1811 - Luigi Sodo, vescovo cattolico italiano († 1895)
- 1812 - John O. Meusebach, imprenditore, naturalista e politico tedesco († 1897)
- 1814 - Heinrich Geissler, fisico tedesco († 1879)
- 1814 - Marcellino Roda, architetto del paesaggio italiano († 1892)
- 1818 - Urbain Dubois, cuoco e gastronomo francese († 1901)
- 1818 - Ernesto Manca Thiesi di Villahermosa, nobile e generale italiano († 1893)
- 1820 - Katharina Kasper, religiosa tedesca († 1898)
- 1820 - Pietro Mori, politico italiano († 1902)
- 1821 - Amalie Dietrich, botanica, zoologa e esploratrice tedesca († 1891)
- 1822 - Edmond de Goncourt, scrittore e critico letterario francese († 1896)
- 1822 - Augusta di Reuss-Köstritz, nobile († 1862)
- 1825 - Romolo Griffini, medico e patriota italiano († 1888)
- 1826 - Richard Christopher Carrington, astronomo inglese († 1875)
- 1826 - Elizaveta Michajlovna Romanova, nobile russa († 1845)
- 1827 - Pierre Rebut, botanico francese († 1902)
- 1829 - Angelo Bargoni, politico e magistrato italiano († 1901)
- 1831 - Jules Didier, pittore e litografo francese († 1914)
- 1832 - Andrea Podestà, politico italiano († 1895)
- 1835 - Edward Porter Alexander, militare statunitense († 1910)
- 1836 - Adolf von Kröner, editore tedesco († 1911)
- 1838 - Francesco Lojacono, pittore italiano († 1915)
- 1839 - Felice Racagni, militare e politico italiano († 1919)
- 1839 - Giuseppe Telfener, imprenditore e politico italiano († 1898)
- 1841 - Wilhelm Tomaschek, orientalista, geografo e storico ceco († 1901)
- 1842 - Oluf Tostrup, orafo norvegese († 1882)
- 1842 - Eugeniu Voinescu, diplomatico e pittore rumeno († 1909)
- 1843 - Antonio Roiti, fisico italiano († 1921)
- 1846 - Ernest Flammarion, editore francese († 1936)
- 1846 - Arnold Robert, politico e numismatico svizzero († 1925)
- 1847 - Pietro Frugoni, avvocato e politico italiano († 1925)
- 1847 - Hermann Löhlein, ginecologo e medico tedesco († 1901)
- 1847 - Francesco Matteucci, politico italiano († 1912)
- 1847 - Giulio Moschetti, scultore italiano († 1909)
- 1848 - Alexander Muirhead, ingegnere inglese († 1920)
- 1848 - Alfred von Pallavicini, alpinista, sportivo e militare austriaco († 1886)
- 1849 - Ernst Julius Remak, neurologo tedesco († 1911)
- 1849 - Hubert von Herkomer, pittore, incisore e scrittore tedesco († 1914)
- 1850 - Amélie Lundahl, pittrice finlandese († 1914)
- 1852 - Paolo Chimeri, musicista, pianista e compositore italiano († 1934)
- 1852 - Władysław Michał Zaleski, diplomatico e patriarca cattolico polacco († 1925)
- 1853 - Augusto Corelli, pittore italiano († 1918)
- 1853 - John Wesley Hardin, pistolero statunitense († 1895)
- 1853 - Oreste Murani, fisico e politico italiano († 1937)
- 1853 - August Schmarsow, storico dell'arte e docente tedesco († 1936)
- 1855 - Vittoria Aganoor, poetessa italiana († 1910)
- 1855 - Felice Vezzani, pittore, decoratore e attivista italiano († 1930)
- 1857 - Camillo de Nardis, compositore italiano († 1951)
- 1858 - Sara Adler, attrice russa († 1953)
- 1858 - Horace Smith-Dorrien, generale britannico († 1930)
- 1859 - Giuseppina Cattani, medico italiano († 1914)
- 1859 - Rudolph Feilding, IX conte di Denbigh, ufficiale inglese († 1939)
- 1859 - Ernesto Stassano, ingegnere italiano († 1922)
- 1860 - Jean Boussod, giocatore di polo francese († 1907)
- 1860 - Enrico Verjus, vescovo cattolico e missionario italiano († 1892)
- 1860 - Frank E. Woods, sceneggiatore statunitense († 1939)
- 1861 - Luigi Gadola, ingegnere e politico italiano († 1930)
- 1861 - Delfino Thermignon, direttore di coro e compositore italiano († 1944)
- 1862 - Enrico Burci, chirurgo italiano († 1933)
- 1862 - Bernardino Feliciangeli, storico italiano († 1921)
- 1863 - José Camilo Crotto, politico e avvocato argentino († 1936)
- 1863 - Bob Fitzsimmons, pugile britannico († 1917)
- 1863 - Mathilde de Morny, nobile, pittrice e scultrice francese († 1944)
- 1864 - Johannes Bloemen, nuotatore olandese († 1939)
- 1865 - Johann Heinrich Biltz, chimico tedesco († 1943)
- 1865 - Robert William Chambers, scrittore e pittore statunitense († 1933)
- 1867 - Amon von Gregurich, schermidore ungherese († 1915)
- 1867 - Giovanni Pedrotti, alpinista, etnografo e naturalista italiano († 1938)
- 1867 - Julius Stieglitz, chimico e docente statunitense († 1937)
- 1867 - Maria di Teck, regina († 1953)
- 1868 - Jules-Alexandre Grün, pittore francese († 1938)
- 1871 - Phil Kelso, allenatore di calcio scozzese († 1935)
- 1872 - John Neely, tennista statunitense († 1941)
- 1872 - António Maria da Silva, politico portoghese († 1950)
- 1872 - Joseph Urban, architetto, scenografo e designer austriaco († 1933)
- 1873 - Olaf Gulbransson, artista, pittore e designer norvegese († 1958)
- 1873 - Arthur Robert Hinks, astronomo e geografo britannico († 1945)
- 1873 - Cino Vitta, giurista italiano († 1956)
- 1874 - Henri Farman, aviatore, designer e pioniere dell'aviazione francese († 1958)
- 1874 - Laura di Santa Caterina da Siena, religiosa e missionaria colombiana († 1949)
- 1875 - Anna von Palen, attrice tedesca († 1939)
- 1876 - Manlio Ginocchio, militare e aviatore italiano († 1951)
- 1876 - Robert Yerkes, psicologo statunitense († 1956)
- 1877 - Archibald Acheson, V conte di Gosford, nobile e generale inglese († 1954)
- 1877 - Sadao Araki, generale giapponese († 1966)
- 1877 - Francesco La Cava, medico e letterato italiano († 1958)
- 1877 - Jean Schlumberger, scrittore e critico letterario francese († 1968)
- 1878 - Charles Burguet, regista, sceneggiatore e attore francese († 1946)
- 1878 - Spencer Gore, pittore britannico († 1914)
- 1878 - Lucien Huteau, calciatore francese († 1975)
- 1881 - Adolfo de la Huerta, politico e generale messicano († 1955)
- 1881 - Aldobrandino Malvezzi, orientalista italiano († 1961)
- 1882 - Claus Cito, scultore lussemburghese († 1965)
- 1882 - Jess McMahon, imprenditore statunitense († 1954)
- 1883 - Stanley Cooper, nuotatore britannico († 1917)
- 1883 - Francis Honeycutt, schermidore statunitense († 1940)
- 1883 - Peter Kürten, serial killer tedesco († 1931)
- 1883 - Ram Singh di Dholpur, principe indiano († 1911)
- 1884 - Félix Goblet d'Alviella, schermidore belga († 1957)
- 1884 - Charles Winninger, attore statunitense († 1969)
- 1885 - Gaston Baty, regista teatrale, commediografo e saggista francese († 1952)
- 1885 - Maurice Dekobra, scrittore francese († 1973)
- 1885 - Chester A. Lyons, direttore della fotografia statunitense († 1936)
- 1885 - George de Cuevas, mecenate cileno († 1961)
- 1885 - Roland Weitzenböck, matematico austriaco († 1955)
- 1886 - Al Jolson, cantante, attore e compositore russo († 1950)
- 1886 - Stefania Wilczyńska, pedagoga e insegnante polacca († 1942)
- 1887 - Leonard Bacon, poeta, critico letterario e traduttore statunitense († 1954)
- 1887 - Georges Lepape, illustratore francese († 1971)
- 1887 - Amilcare Pettinelli, attore e doppiatore italiano († 1963)
- 1887 - Ba U, politico birmano († 1963)
- 1888 - Giulio Bordon, politico italiano († 1965)
- 1888 - Franco Caiola, antifascista e anarchico italiano († 1965)
- 1888 - Raffaele Ciasca, storico e politico italiano († 1975)
- 1888 - Aroldo Lindi, tenore svedese († 1944)
- 1889 - Luigi Salsi, ingegnere, dirigente sportivo e editore italiano († 1933)
- 1890 - Faxon M. Dean, direttore della fotografia statunitense († 1965)
- 1890 - Venanzio Filippini, vescovo cattolico e missionario italiano († 1973)
- 1891 - Tore Edmondo Calabrò, scultore e pittore italiano († 1964)
- 1891 - Enrico Del Debbio, architetto italiano († 1973)
- 1891 - Enrico Elia, scrittore e militare italiano († 1915)
- 1891 - Janez Jalen, presbitero, drammaturgo e scrittore sloveno († 1966)
- 1891 - Juan Nelson, giocatore di polo argentino († 1985)
- 1891 - Mamie Smith, cantante, pianista e attrice statunitense († 1946)
- 1892 - Maurice Bennett Flynn, attore statunitense († 1959)
- 1893 - Eugene Aynsley Goossens, compositore e direttore d'orchestra inglese († 1962)
- 1893 - Peggy Hopkins Joyce, attrice statunitense († 1957)
- 1893 - Dynes Pedersen, ginnasta danese († 1960)
- 1893 - Vivian Rich, attrice statunitense († 1957)
- 1893 - Charles Stevens, attore statunitense († 1964)
- 1894 - Paul Lukas, attore ungherese († 1971)
- 1894 - Casimiro Piccolo, pittore, esoterista e sensitivo italiano († 1970)
- 1895 - Dorothea Lange, fotografa statunitense († 1965)
- 1895 - Konstantin Nassonov, attore sovietico († 1963)
- 1896 - Åke Bergman, nuotatore svedese († 1941)
- 1896 - Karl Maria Demelhuber, generale tedesco († 1988)
- 1896 - Vitalien Laurent, presbitero e bizantinista francese († 1973)
- 1896 - Gorham Munson, critico letterario statunitense († 1969)
- 1897 - Orazio Condorelli, giurista e politico italiano († 1969)
- 1897 - Marcus Melchior, rabbino danese († 1969)
- 1898 - Harold Wolff, medico e neurologo statunitense († 1962)
- 1899 - Pieter Menten, criminale di guerra e imprenditore olandese († 1987)
- 1899 - Otto Eduard Neugebauer, matematico austriaco († 1990)
- 1899 - Rasmus Rasmussen, ginnasta danese († 1974)
- 1900 - Eduardo De Filippo, drammaturgo, attore e regista italiano († 1984)
- 1900 - Nina De Padova, attrice italiana († 1987)
- 1900 - Battista Giuntelli, ciclista su strada italiano († 1964)
- 1900 - Vítězslav Nezval, poeta, drammaturgo e romanziere ceco († 1958)
- 1900 - Lesley Selander, regista statunitense († 1979)
- 1900 - Santo Semeraro, antifascista e politico italiano († 1965)

## XX secolo(881)
- 1901 - Renato Beccuti, calciatore italiano († 1968)
- 1901 - Fridtjof Kaulbach, attore tedesco († 1968)
- 1901 - Giuseppe Cordero Lanza di Montezemolo, ufficiale italiano († 1944)
- 1901 - Francesco Saverio Starrabba, principe di Giardinelli, avvocato e politico italiano († 1985)
- 1902 - Vincenzo Caglioti, chimico italiano († 1998)
- 1902 - Ottó Hatz, schermidore ungherese († 1977)
- 1902 - Karl Muller, calciatore ungherese
- 1903 - Bruno Agen, politico italiano († 1996)
- 1903 - Carl Buettner, fumettista statunitense († 1965)
- 1903 - Petru Simon Cristofini, militare francese († 1944)
- 1903 - Danny Green, attore inglese († 1973)
- 1903 - Vladimir Nikolaevič Losskij, filosofo e teologo russo († 1958)
- 1903 - Ugo Rasetto, calciatore italiano († 1987)
- 1904 - Vincent Alo, mafioso statunitense († 2001)
- 1904 - Mario Ferraris, calciatore italiano († 1986)
- 1904 - George Formby, attore e cantautore britannico († 1961)
- 1904 - Vlado Perlemuter, pianista lituano († 2002)
- 1905 - René Bondoux, schermidore francese († 2001)
- 1905 - Paulino Frydman, scacchista polacco († 1982)
- 1905 - Aldo Gucci, imprenditore e designer italiano († 1990)
- 1905 - Burnett Guffey, direttore della fotografia statunitense († 1983)
- 1905 - Manfred Metzger, velista svizzero († 1986)
- 1905 - Carlo Varetto, tiratore a segno italiano († 1966)
- 1906 - Dorothy Christy, attrice statunitense († 1977)
- 1906 - Clotardo Dendi, calciatore paraguaiano
- 1906 - Giacinto Giubasso, calciatore italiano († 1977)
- 1906 - Alfredo Pitto, calciatore italiano († 1976)
- 1906 - Mauri Rose, pilota automobilistico e ingegnere statunitense († 1981)
- 1906 - Márcio de Sousa Melo, generale e politico brasiliano († 1991)
- 1907 - Roberto Ago, giurista e magistrato italiano († 1995)
- 1907 - Myrtle Anderson, attrice statunitense († 1978)
- 1907 - Mario Argenton, militare e partigiano italiano († 1992)
- 1907 - Enzo Barile, compositore italiano († 1975)
- 1907 - Valerio Gravisi, allenatore di calcio e calciatore italiano († 1971)
- 1907 - Andrea Lorenzetti, politico e partigiano italiano († 1945)
- 1907 - Giuseppe Mazzoli, scultore italiano († 1970)
- 1907 - Elmer Ryan, politico statunitense († 1958)
- 1907 - John Wayne, attore, produttore cinematografico e regista statunitense († 1979)
- 1907 - Carleton G. Young, attore statunitense († 1971)
- 1908 - Aleksei Nikolaevič Arbuzov, drammaturgo russo († 1986)
- 1908 - Jean Bérard, storico e archeologo francese († 1957)
- 1908 - Otto Kurz, storico dell'arte austriaco († 1975)
- 1908 - Robert Morley, attore britannico († 1992)
- 1908 - Joseph Rodriguez, calciatore francese († 1985)
- 1909 - Giuseppe Brion, imprenditore italiano († 1968)
- 1909 - Matt Busby, calciatore e allenatore di calcio scozzese († 1994)
- 1909 - Prokop Franc, cestista cecoslovacco
- 1909 - Lucia Ripamonti, religiosa italiana († 1954)
- 1909 - Adolfo López Mateos, politico messicano († 1969)
- 1909 - Riccardo Orestano, giurista italiano († 1988)
- 1909 - Gaspard Rinaldi, ciclista su strada francese († 1978)
- 1910 - Imi Lichtenfeld, artista marziale e militare israeliano († 1998)
- 1910 - Abdelkhalek Torres, politico, scrittore e giornalista marocchino († 1970)
- 1910 - Satoshi Watanabe, fisico giapponese († 1993)
- 1911 - Ben Alexander, attore statunitense († 1969)
- 1911 - Marta Hillers, giornalista tedesca († 2001)
- 1911 - Joaquim Serrano, calciatore portoghese
- 1911 - Heinrich Unverhau, militare tedesco († 1983)
- 1912 - Carolin Babcock, tennista statunitense († 1987)
- 1912 - Carvalho Leite, calciatore brasiliano († 2004)
- 1912 - Leone Casagranda, militare e presbitero italiano († 1943)
- 1912 - Charles Hemmerlin, cestista francese († 1960)
- 1912 - János Kádár, politico ungherese († 1989)
- 1912 - Paolo Lugano, militare italiano († 1937)
- 1912 - Jay Silverheels, attore canadese († 1980)
- 1913 - Peter Cushing, attore britannico († 1994)
- 1913 - Pierre Daninos, scrittore e umorista francese († 2005)
- 1913 - Al Hubbard, fumettista statunitense († 1984)
- 1913 - Josef Manger, sollevatore tedesco († 1991)
- 1913 - Hervarth Frass von Friedenfeldt, schermidore cecoslovacco († 1941)
- 1914 - Shorty Baker, trombettista statunitense († 1966)
- 1914 - Irmã Dulce, religiosa brasiliana († 1992)
- 1914 - Archie Duncan, attore scozzese († 1979)
- 1914 - Carlo Lavagna, giurista italiano († 1984)
- 1914 - Frankie Manning, ballerino statunitense († 2009)
- 1914 - Geoffrey Unsworth, direttore della fotografia britannico († 1978)
- 1915 - Sam Edwards, attore statunitense († 2004)
- 1915 - Srđan Mrkušić, calciatore e ingegnere jugoslavo († 2007)
- 1915 - Tommy Walker, calciatore e allenatore di calcio scozzese († 1993)
- 1916 - Edmond Delathouwer, ciclista su strada belga († 1994)
- 1916 - Halil İnalcık, storico e turcologo turco († 2016)
- 1916 - Moondog, musicista statunitense († 1999)
- 1917 - Vittorio Chierroni, sciatore alpino italiano († 1986)
- 1917 - Paul Alfons von Metternich-Winneburg, pilota automobilistico tedesco († 1992)
- 1917 - Frans Van Hellemont, ciclista su strada e ciclocrossista belga († 1986)
- 1918 - Dario Cecchi, costumista, scenografo e pittore italiano († 1992)
- 1918 - Prosper Depredomme, ciclista su strada belga († 1997)
- 1918 - Ruggero Y. Quintavalle, giornalista, saggista e scrittore italiano († 2003)
- 1919 - Rubén González, pianista cubano († 2003)
- 1919 - Calvin Jackson, pianista e compositore statunitense († 1985)
- 1920 - Ruben Alfredo Andresen Leitão, giornalista, scrittore e storico portoghese († 1975)
- 1920 - John Dall, attore statunitense († 1971)
- 1920 - Henrik Hansen, lottatore danese († 2010)
- 1920 - Peggy Lee, cantante, attrice e compositrice statunitense († 2002)
- 1920 - Carmelo Mollica, baritono italiano († 2005)
- 1921 - Inge Borkh, soprano tedesco († 2018)
- 1921 - Ilka Gedő, pittrice e disegnatrice ungherese († 1985)
- 1921 - Walter Laqueur, storico e giornalista statunitense († 2018)
- 1921 - Manabendra Shah, principe, politico e diplomatico indiano († 2007)
- 1921 - Stan Mortensen, calciatore e allenatore di calcio inglese († 1991)
- 1921 - Mordecai Roshwald, scrittore e autore di fantascienza statunitense († 2015)
- 1922 - Pietro Bassi, fisico italiano († 1984)
- 1922 - John Christensen, cestista e pallamanista danese († 2005)
- 1922 - Malvina Garrone Ronchi Della Rocca, partigiana italiana († 2016)
- 1922 - Gresham Sykes, sociologo e criminologo statunitense († 2010)
- 1922 - Jacques Hilling, attore francese († 1975)
- 1922 - Herbert Schade, mezzofondista tedesco († 1994)
- 1923 - James Arness, attore statunitense († 2011)
- 1923 - Roy Dotrice, attore britannico († 2017)
- 1923 - Carlo Forcella, politico italiano († 2011)
- 1923 - Horst Tappert, attore tedesco († 2008)
- 1924 - Arnaldo Benfenati, pistard e ciclista su strada italiano († 1986)
- 1924 - Mike Bongiorno, conduttore televisivo, conduttore radiofonico e partigiano italiano († 2009)
- 1924 - Brenda Helser, nuotatrice statunitense († 2001)
- 1924 - Henry-Louis de La Grange, musicologo e biografo francese († 2017)
- 1924 - Pietro Rossi, compositore di scacchi italiano († 2020)
- 1924 - Guglielmo Scheibmeier, ex bobbista italiano
- 1925 - Marcel Bluwal, regista e sceneggiatore francese († 2021)
- 1925 - Giorgio Giovannini, scenografo italiano († 2007)
- 1925 - Iorwerth Hughes, calciatore gallese († 1993)
- 1925 - Alec McCowen, attore britannico († 2017)
- 1925 - Ruggero Ravenna, sindacalista italiano († 2022)
- 1925 - Alfredo Reichlin, politico e partigiano italiano († 2017)
- 1925 - Giorgio Scifo, militare italiano († 1969)
- 1926 - Miles Davis, trombettista e compositore statunitense († 1991)
- 1926 - Luciano Loschi, calciatore italiano († 2009)
- 1926 - Bruno Nicolai, compositore, direttore d'orchestra e editore musicale italiano († 1991)
- 1926 - Antonio Prieto, attore e cantante cileno († 2011)
- 1926 - Fedora Veronesi, cestista italiana († 2019)
- 1926 - Otto Wüst, vescovo cattolico svizzero († 2002)
- 1927 - Jacques Bergerac, attore francese († 2014)
- 1927 - Vincenzo Corghi, politico italiano († 2001)
- 1927 - Aldo De Fazio, allenatore di calcio e calciatore italiano († 2009)
- 1927 - David Edgerton, imprenditore statunitense († 2018)
- 1927 - Giuseppe Giovanniello, politico italiano († 2015)
- 1927 - Bob Phibbs, cestista canadese († 2018)
- 1927 - Nguyễn Thị Bình, politica vietnamita
- 1927 - Endel Tulving, psicologo e neuroscienziato estone († 2023)
- 1928 - Jack Kevorkian, medico, pittore e compositore statunitense († 2011)
- 1928 - Karl Renar, attore austriaco († 1991)
- 1929 - Enrico Castelnuovo, storico dell'arte italiano († 2014)
- 1929 - François Leterrier, regista e attore francese († 2020)
- 1929 - Mario Marini, ex calciatore e allenatore di calcio italiano
- 1929 - Piero Provezza, allenatore di calcio e calciatore italiano († 2015)
- 1929 - Catherine Sauvage, cantante e attrice francese († 1998)
- 1929 - Nereo Vianello, bibliografo e critico letterario italiano († 1977)
- 1930 - Paolo Bettolini, ex calciatore italiano
- 1930 - Franco Danova, calciatore italiano († 2002)
- 1930 - Adel Theodor Khoury, teologo libanese († 2023)
- 1930 - Sivuca, polistrumentista, compositore e arrangiatore brasiliano († 2006)
- 1931 - Domenico Baccheschi, pugile italiano († 2010)
- 1931 - Sven Delblanc, scrittore svedese († 1992)
- 1931 - Dennis Green, canoista australiano († 2018)
- 1931 - Simone Scatizzi, vescovo cattolico italiano († 2010)
- 1932 - Roy Bailey, allenatore di calcio e calciatore inglese († 1993)
- 1932 - Frank Beyer, regista e sceneggiatore tedesco († 2006)
- 1932 - Friedrich Wilhelm Gerber, pastore protestante tedesco († 2014)
- 1932 - Ian Greaves, allenatore di calcio e calciatore inglese († 2009)
- 1932 - Alvin Ing, attore e cantante statunitense († 2021)
- 1932 - Luigi Mazzella, giurista e politico italiano
- 1932 - Ron Meredith, ex pallanuotista sudafricano
- 1932 - Knut Sandengen, calciatore norvegese († 1969)
- 1933 - Giorgio Calò, politico italiano
- 1933 - Rudi Falkenhagen, attore olandese († 2005)
- 1933 - Brenno Fiumali, illustratore, grafico e fumettista italiano († 2006)
- 1933 - Jean Graczyk, ciclista su strada e pistard polacco († 2004)
- 1933 - Alexandru Meszaros, calciatore romeno († 2016)
- 1933 - Carmen Scarpitta, attrice italiana († 2008)
- 1933 - George Schaller, etologo e biologo statunitense
- 1934 - Pierfrancesco Grossi, giurista italiano († 2020)
- 1934 - Paolo Mietto, vescovo cattolico italiano († 2020)
- 1934 - Carlo Molfese, attore e impresario teatrale italiano
- 1934 - Michael Rawson, mezzofondista britannico († 2000)
- 1935 - Barbara Sipes, cestista statunitense († 2021)
- 1936 - Natal'ja Evgen'evna Gorbanevskaja, poetessa, traduttrice e attivista russa († 2013)
- 1936 - Richard Harrison, attore statunitense
- 1936 - Pier Giorgio Licheri, politico italiano
- 1936 - Franz Magnis-Suseno, gesuita tedesco
- 1936 - Warren Reynolds, ex cestista canadese
- 1936 - Hiroshi Saeki, calciatore giapponese († 2010)
- 1936 - Klaus Schulz, ex cestista tedesco
- 1936 - Beth Whittall, nuotatrice canadese († 2015)
- 1937 - Neil Ardley, pianista, compositore e scrittore inglese († 2004)
- 1937 - Alfredo Cattabiani, scrittore, giornalista e traduttore italiano († 2003)
- 1937 - Bruno Gambarotta, scrittore, giornalista e conduttore televisivo italiano
- 1937 - Peter Gröning, ex pistard tedesco
- 1937 - Ron Holgate, basso-baritono e attore statunitense
- 1937 - Monkey Punch, fumettista, regista e character designer giapponese († 2019)
- 1937 - Raúl Páez, calciatore argentino († 1996)
- 1937 - Mario Soldani, politico italiano
- 1937 - Alberto Teardo, politico italiano
- 1937 - Livio Trapè, ex ciclista su strada italiano
- 1937 - Marlene Worthington, ex schermitrice panamense
- 1938 - May Blood, politica britannica († 2022)
- 1938 - William Bolcom, compositore e pianista statunitense
- 1938 - Michel Ciment, scrittore, giornalista e critico cinematografico francese († 2023)
- 1938 - Enrique Duarte, ex cestista peruviano
- 1938 - Antonio Falconio, giornalista e politico italiano († 2021)
- 1938 - Gilbert Harman, filosofo statunitense († 2021)
- 1938 - Jaki Liebezeit, batterista tedesco († 2017)
- 1938 - Fiorella Negro, pattinatrice artistica su ghiaccio italiana († 2019)
- 1938 - Giorgio Pestelli, musicologo e critico musicale italiano
- 1938 - Ljudmila Petruševskaja, scrittrice, drammaturga e pittrice russa
- 1938 - Teresa Stratas, soprano canadese
- 1938 - Peter Westbury, pilota automobilistico inglese († 2015)
- 1939 - Sergiu Celac, politico e diplomatico rumeno
- 1939 - Cesare Fiorio, dirigente sportivo italiano
- 1939 - Vitalij Galkov, canoista sovietico († 1998)
- 1939 - Manfred Kanther, politico tedesco
- 1939 - Brent Musburger, giornalista, attore e doppiatore statunitense
- 1939 - Brunello Spinelli, pallanuotista italiano († 2018)
- 1939 - Herb Trimpe, fumettista statunitense († 2015)
- 1940 - Fabrizio Abbate, politico italiano († 2001)
- 1940 - Maurice Boulois, ex cestista francese
- 1940 - Levon Helm, cantante, batterista e polistrumentista statunitense († 2012)
- 1940 - Giancarlo Magi, ex calciatore italiano
- 1941 - Giorgio Ariani, attore, comico e doppiatore italiano († 2016)
- 1941 - Cliff Drysdale, ex tennista sudafricano
- 1941 - Roberto Sampietro, chirurgo italiano († 2022)
- 1941 - Kenji Tochio, ex calciatore giapponese
- 1942 - Jan Bultman, ex pallanuotista olandese
- 1942 - Kevin Conway, attore e regista statunitense († 2020)
- 1942 - Ulf Eriksson, ex arbitro di calcio svedese
- 1942 - Lynne Nette, tennista sudafricana
- 1942 - Uta Levka, attrice tedesca
- 1943 - Roberto Damiani, letterato, critico letterario e politico italiano († 2008)
- 1943 - Lawrence James, storico britannico
- 1943 - George McLean, ex calciatore scozzese
- 1943 - Dean Semler, direttore della fotografia e regista australiano
- 1943 - Erica Terpstra, ex nuotatrice, politica e dirigente sportiva olandese
- 1944 - Carl Bean, cantante statunitense († 2021)
- 1944 - Marcello Furriolo, politico italiano
- 1944 - Rune Lindström, ex sciatore alpino svedese
- 1944 - Riney Lochmann, ex cestista statunitense
- 1944 - Sam Posey, ex pilota automobilistico e giornalista statunitense
- 1944 - Jan Schakowsky, politica statunitense
- 1944 - Andre Stojka, doppiatore statunitense
- 1944 - Bruno Vespa, giornalista, conduttore televisivo e autore televisivo italiano
- 1944 - Olga Bisera, attrice e giornalista jugoslava
- 1945 - Giovanni Minoli, giornalista, autore televisivo e conduttore televisivo italiano
- 1945 - Ernő Noskó, ex calciatore ungherese
- 1945 - Garry Peterson, batterista canadese
- 1946 - Werner Bleiner, ex sciatore alpino austriaco
- 1946 - Carlo Buora, dirigente d'azienda italiano
- 1946 - Henry Françillon, ex calciatore haitiano
- 1946 - Wolfgang Glock, ex calciatore tedesco
- 1946 - Jess Jaworski, tastierista, polistrumentista e compositore britannico
- 1946 - Drahomír Koudelka, pallavolista cecoslovacco († 1992)
- 1946 - Nicola Piovani, pianista, compositore e direttore d'orchestra italiano
- 1946 - Mick Ronson, chitarrista britannico († 1993)
- 1946 - Mauro Sanguineti, politico italiano
- 1946 - Mario Sartor, storico dell'arte italiano
- 1947 - Giuseppe Barone, storico italiano
- 1947 - Jules Coleman, giurista e filosofo statunitense
- 1947 - Nikolaj Maksjuta, politico, ingegnere e dirigente d'azienda russo († 2020)
- 1947 - Carol O'Connell, scrittrice statunitense
- 1947 - Guido Pescosolido, storico italiano
- 1948 - Andrej Daňko, allenatore di calcio e ex calciatore slovacco
- 1948 - Dayle Haddon, attrice e modella canadese († 2024)
- 1948 - Stevie Nicks, cantautrice statunitense
- 1948 - Víctor Palomo, pilota motociclistico e bobbista spagnolo († 1985)
- 1948 - Alexander Rahbari, compositore e direttore d'orchestra iraniano
- 1948 - Jenny Randerson, baronessa Randerson, politica gallese († 2025)
- 1949 - Jeremy Corbyn, politico britannico
- 1949 - Ward Cunningham, programmatore statunitense
- 1949 - John Dearman, ex cestista e dirigente sportivo statunitense
- 1949 - Pam Grier, attrice statunitense
- 1949 - Hank Kashiwa, dirigente d'azienda, ex sciatore alpino e commentatore televisivo statunitense
- 1949 - Tom McCleister, attore statunitense
- 1949 - Dan Pastorini, ex giocatore di football americano statunitense
- 1949 - Philip Michael Thomas, attore, cantante e ballerino statunitense
- 1949 - Hank Williams Jr., cantautore e musicista statunitense
- 1950 - Renato Brunetta, politico e economista italiano
- 1950 - Alberto Di Stasio, attore e regista teatrale italiano
- 1950 - Steve Hawes, ex cestista statunitense
- 1950 - Anne Moerenhout, ex cestista belga
- 1950 - Maria Antonietta Sisini, musicista, produttrice discografica e scrittrice italiana
- 1950 - Dean Spanos, imprenditore e dirigente sportivo statunitense
- 1950 - Ilie Sârbu, politico rumeno
- 1950 - Alberto Taveira Corrêa, arcivescovo cattolico brasiliano
- 1950 - Angelica Tița, ex cestista rumena
- 1950 - Ajita Wilson, attrice, modella e attrice pornografica statunitense († 1987)
- 1951 - William Adornado, allenatore di pallacanestro e ex cestista filippino
- 1951 - Ramón Calderón, avvocato e dirigente sportivo spagnolo
- 1951 - Alessandra Contini Bonacossi, storica e archivista italiana († 2006)
- 1951 - Muhammad Ahmed Faris, cosmonauta e politico siriano († 2024)
- 1951 - Guglielmo Giuliano, mafioso e collaboratore di giustizia italiano
- 1951 - José Francisco Jovel, ex calciatore salvadoregno
- 1951 - David Kabua, politico marshallese
- 1951 - Rich Nugent, politico statunitense
- 1951 - Sally Ride, astronauta statunitense († 2012)
- 1951 - Oldřich Rott, ex calciatore cecoslovacco
- 1951 - Zbigniew Żupnik, pittore polacco († 2000)
- 1952 - Benedetto Adragna, politico e giornalista italiano
- 1952 - Tom McMillen, ex cestista e politico statunitense
- 1952 - Deborah Nadoolman, costumista e insegnante statunitense
- 1952 - Giuseppe Pinto, arcivescovo cattolico italiano
- 1953 - Paolo Bianchi, ex cestista italiano
- 1953 - Mabel Bocchi, ex cestista e giornalista italiana
- 1953 - Marianne Buggenhagen, ex atleta paralimpica tedesca
- 1953 - Michael Gleason, tastierista, chitarrista e cantante statunitense
- 1953 - Kay Hagan, politica statunitense († 2019)
- 1953 - Don McAllister, allenatore di calcio e ex calciatore inglese
- 1953 - Michael Portillo, politico e conduttore televisivo britannico
- 1953 - Dan Roundfield, cestista statunitense († 2012)
- 1953 - Raffaele Savigni, medievista italiano
- 1953 - David Torn, chitarrista statunitense
- 1954 - Baburam Bhattarai, politico nepalese
- 1954 - Gabriele Burgio, manager italiano
- 1954 - Mickey Devine, attivista britannico († 1981)
- 1954 - Marian Gold, cantante tedesco
- 1954 - Alan Hollinghurst, romanziere britannico
- 1954 - Peter Machado, arcivescovo cattolico indiano
- 1954 - Menno Meyjes, regista e sceneggiatore olandese
- 1954 - Sauro Pazzaglia, pilota motociclistico italiano († 1981)
- 1954 - Danny Rolling, serial killer statunitense († 2006)
- 1954 - Carlos Horacio Salinas, ex calciatore argentino
- 1954 - Éric Saul, pilota motociclistico francese
- 1954 - Wolfgang Sidka, allenatore di calcio e ex calciatore tedesco
- 1954 - Andrew Steinmann, biblista e teologo statunitense
- 1955 - Emanuele Basile, politico italiano
- 1955 - Doris Dörrie, regista, sceneggiatrice e scrittrice tedesca
- 1955 - Janusz Śniadek, politico polacco
- 1955 - Paul Stoddart, imprenditore australiano
- 1955 - John Thain, imprenditore e banchiere statunitense
- 1956 - Paride Benassai, attore e regista teatrale italiano
- 1956 - Riccardo Benucci, enigmista e scrittore italiano
- 1956 - Lisa Niemi, attrice e ballerina statunitense
- 1956 - Neil Parish, politico britannico
- 1956 - Park In-gyu, ex cestista sudcoreano
- 1956 - Douglas Preston, scrittore statunitense
- 1956 - Paul Put, allenatore di calcio, dirigente sportivo e ex calciatore belga
- 1956 - Tony Randel, regista, sceneggiatore e montatore statunitense
- 1956 - Ricky Sbragia, allenatore di calcio e ex calciatore scozzese
- 1956 - Nenad Stojković, ex calciatore jugoslavo
- 1956 - Simon Tahamata, ex calciatore olandese
- 1956 - Marco Tura, ex arbitro di calcio e sindacalista sammarinese
- 1957 - Mary Bell, serial killer britannica
- 1957 - Bärbel Köster, ex canoista tedesca
- 1957 - François Legault, politico e imprenditore canadese
- 1957 - Ulrike Lunacek, politica austriaca
- 1957 - Olivia Pascal, attrice tedesca
- 1957 - Roberto Ravaglia, ex pilota automobilistico italiano
- 1957 - Giorgio Samorini, botanico italiano
- 1957 - Clive Walker, ex calciatore inglese
- 1957 - Uğur Yücel, attore, regista e sceneggiatore turco
- 1957 - Bohumír Zeman, ex sciatore alpino ceco
- 1957 - ʿAlāʾ al-Aswānī, scrittore egiziano
- 1958 - Arto Bryggare, ex ostacolista finlandese
- 1958 - Gianni Cerqueti, giornalista e telecronista sportivo italiano
- 1958 - Cho Byung-deuk, allenatore di calcio e ex calciatore sudcoreano
- 1958 - Margaret Colin, attrice statunitense
- 1958 - Drew Gitlin, ex tennista statunitense
- 1958 - Jürgen Heun, ex calciatore tedesco orientale
- 1958 - Wayne Hussey, cantante e chitarrista britannico
- 1958 - Roberto Torelli, regista italiano
- 1959 - Fabio Berardi, politico sammarinese
- 1959 - Ole Bornedal, regista e attore danese
- 1959 - Róger Flores, ex calciatore costaricano
- 1959 - Kevin Gage, attore statunitense
- 1959 - Edgardo Gulotta, giornalista italiano
- 1959 - Mario Jiménez, ex calciatore colombiano
- 1959 - Eduardo Pimentel, ex calciatore colombiano
- 1959 - Italo Schiavi, dirigente sportivo, allenatore di calcio e ex calciatore italiano
- 1959 - Michael Vesterskov, ex calciatore danese
- 1960 - Evgenij Giner, imprenditore e dirigente sportivo russo
- 1960 - Eddie Hughes, ex cestista statunitense
- 1960 - Bill Hutchens, attore, regista e produttore cinematografico australiano
- 1960 - Doug Hutchison, attore statunitense
- 1960 - Dean Lukin, ex sollevatore australiano
- 1960 - Karim Saddam, ex calciatore iracheno
- 1960 - Romas Ubartas, ex discobolo lituano
- 1961 - Enzo Avolio, attore, doppiatore e drammaturgo italiano
- 1961 - Angela Bandini, apneista italiana
- 1961 - Giovanni Bruzzo, fumettista e illustratore italiano
- 1961 - Andrea Balzola, drammaturgo e saggista italiano
- 1961 - Bernd Büchner, fisico tedesco
- 1961 - Anna Carlucci, autrice televisiva e regista italiana
- 1961 - Simone Frasca, illustratore e scrittore italiano
- 1961 - Sue Hearnshaw, ex lunghista britannica
- 1961 - Robert Matthews, atleta paralimpico britannico († 2018)
- 1961 - Steve Pate, golfista statunitense
- 1961 - Adriano Pennino, musicista, arrangiatore e direttore d'orchestra italiano
- 1961 - Paolo Pochesci, dirigente sportivo, allenatore di calcio e ex calciatore italiano
- 1961 - Tarsem Singh, regista indiano
- 1961 - Juris Tone, bobbista lettone
- 1962 - Evgenij Belousov, slittinista sovietico († 2023)
- 1962 - Nadia Bengala, attrice, ex modella e showgirl italiana
- 1962 - Pasquale De Luca, ex calciatore canadese
- 1962 - Genie Francis, attrice statunitense
- 1962 - Pietro Genuardi, attore italiano († 2025)
- 1962 - Bobcat Goldthwait, attore, comico e cabarettista statunitense
- 1962 - Gatto Panceri, cantautore italiano
- 1962 - Hinrich Romeike, cavaliere tedesco
- 1962 - Abdulla Shahid, politico maldiviano
- 1962 - Black, cantante britannico († 2016)
- 1962 - Virginie Viard, stilista e costumista francese
- 1963 - Simon Armitage, scrittore, poeta e saggista britannico
- 1963 - Brigitte Benon, ex schermitrice francese
- 1963 - Anne Consigny, attrice francese
- 1963 - Kristin De Troyer, teologo e scrittore belga
- 1963 - Merethe Lindstrøm, scrittrice e musicista norvegese
- 1963 - Marcus Nispel, regista e produttore cinematografico tedesco
- 1963 - Paolo Peluffo, giornalista e scrittore italiano
- 1963 - Musetta Vander, attrice sudafricana
- 1964 - Mike Browning, batterista e cantante statunitense
- 1964 - Chito Gascon, politico e attivista filippino († 2021)
- 1964 - Róbert Gátai, ex schermidore ungherese
- 1964 - Caitlín R. Kiernan, scrittrice e paleontologa statunitense
- 1964 - Lenny Kravitz, cantautore, polistrumentista e produttore discografico statunitense
- 1964 - Javier Parrado, compositore boliviano
- 1964 - Argyrīs Pedoulakīs, ex cestista, allenatore di pallacanestro e dirigente sportivo greco
- 1964 - Valerij Borisovič Salov, scacchista russo
- 1964 - Shi Zhengli, virologa cinese
- 1964 - Edu Torres, allenatore di pallacanestro spagnolo
- 1965 - Nadia Biondini, cantante e doppiatrice italiana
- 1965 - Andrea Guerra, dirigente d'azienda italiano
- 1965 - Wayne Kramer, sceneggiatore e regista sudafricano
- 1965 - Gjekë Marinaj, scrittore, poeta e critico letterario albanese
- 1965 - Friso Nijboer, scacchista olandese
- 1965 - Miri Regev, ex militare e politica israeliana
- 1966 - Stefano Boccazzi, ex rugbista a 15 italiano
- 1966 - Helena Bonham Carter, attrice britannica
- 1966 - Zola Budd, ex mezzofondista sudafricana
- 1966 - Rita Eriksen, cantante norvegese
- 1966 - Shona Robison, politica scozzese
- 1966 - Gert Mittring, psicologo tedesco
- 1966 - Ivo Nakić, ex cestista jugoslavo
- 1966 - Nadia Raimondi, ex cestista italiana
- 1966 - Susan Sirma, ex mezzofondista keniota
- 1966 - Hiroki Tōchi, attore e doppiatore giapponese
- 1967 - Paolo Coen, storico dell'arte e museologo italiano
- 1967 - Bjørn Petter Ingebretsen, allenatore di calcio e dirigente sportivo norvegese
- 1967 - Ulf Johansson, ex biatleta svedese
- 1967 - Sara Mannheimer, scrittrice e artista svedese
- 1967 - Nicola Mari, fumettista italiano
- 1967 - Tilly Metz, politica lussemburghese
- 1967 - Kevin Moore, tastierista, cantante e compositore statunitense
- 1967 - Alberto Peruffo, attivista, alpinista e scrittore italiano
- 1967 - Kristen Pfaff, bassista statunitense († 1994)
- 1967 - Philip Treacy, stilista irlandese
- 1967 - Mika Yamamoto, giornalista e fotoreporter giapponese († 2012)
- 1968 - Willie Burton, ex cestista statunitense
- 1968 - Federico X di Danimarca, re danese
- 1968 - Miguel Duhamel, pilota motociclistico canadese
- 1968 - Fernando León de Aranoa, regista e sceneggiatore spagnolo
- 1968 - Iain MacPherson, pilota motociclistico britannico
- 1968 - Iuliana Marcovici, ex cestista rumena
- 1968 - Steve Sedgley, ex calciatore inglese
- 1968 - Rachael Sporn, ex cestista australiana
- 1968 - Jonny Wickersham, chitarrista statunitense
- 1969 - Simona Frasca, scrittrice e saggista italiana
- 1969 - Kazu Hiro, truccatore giapponese
- 1969 - Siri Lindley, ex triatleta statunitense
- 1969 - Keiichi Okabe, compositore e arrangiatore giapponese
- 1969 - Roman Prygunov, regista russo
- 1969 - Ryan Streeter, imprenditore, docente e scrittore statunitense
- 1969 - Anželika Varum, cantante e attrice russa
- 1970 - Eric Anderson, cestista statunitense († 2018)
- 1970 - Julien Boisselier, attore francese
- 1970 - José Luis Díaz, ex cestista cubano
- 1970 - Alex Garland, sceneggiatore, regista e scrittore britannico
- 1970 - John Hamburg, sceneggiatore e regista statunitense
- 1970 - Kylie Ireland, ex attrice pornografica, regista e conduttrice radiofonica statunitense
- 1970 - Go Kuroda, allenatore di calcio e ex calciatore giapponese
- 1970 - Sam Mack, ex cestista statunitense
- 1970 - Miriam Mesturino, attrice e regista teatrale italiana
- 1970 - Luis Monzón, ex calciatore paraguaiano
- 1970 - Andrea Pozzoli, arpista e compositore italiano
- 1970 - Louis Tylka, vescovo cattolico statunitense
- 1970 - Michael Utting, ex calciatore neozelandese
- 1970 - Ivan Venini, attore italiano
- 1970 - Nobuhiro Watsuki, fumettista giapponese
- 1971 - Rachael Blake, attrice australiana
- 1971 - Diego Bombassei, giocatore di curling italiano
- 1971 - Andrea Brognara, ex ciclista su strada italiano
- 1971 - Giacomo Callegari, ex calciatore italiano
- 1971 - Hwang Dong-hyuk, regista e sceneggiatore sudcoreano
- 1971 - Jacinta, cantante portoghese
- 1971 - Erik Martin, ex cestista statunitense
- 1971 - Massimo Orlando, ex calciatore e allenatore di calcio italiano
- 1971 - Marco Ripesi, ex giocatore di calcio a 5 e allenatore di calcio a 5 italiano
- 1971 - Matt Stone, regista, sceneggiatore e attore statunitense
- 1972 - Emilio Belmonte, allenatore di calcio e ex calciatore italiano
- 1972 - Kristinn Björnsson, ex sciatore alpino islandese
- 1972 - Alex Dias, ex calciatore brasiliano
- 1972 - Ljubiša Dunđerski, dirigente sportivo e ex calciatore serbo
- 1972 - Panagiōtīs Egkōmitīs, allenatore di calcio e ex calciatore cipriota
- 1972 - Mike Kohn, bobbista statunitense
- 1972 - Selenis Leyva, attrice cubana
- 1972 - Julie Plec, produttrice cinematografica, produttrice televisiva e sceneggiatrice statunitense
- 1972 - Zoltan Sabo, calciatore e allenatore di calcio serbo († 2020)
- 1972 - Claudio Sinatti, artista, fotografo e regista italiano († 2014)
- 1972 - Massimo Urbano, carabiniere italiano († 2000)
- 1972 - Filippo Venturi, scrittore italiano
- 1972 - Alan White, batterista inglese
- 1972 - Vladimir Šujster, ex pallamanista croato
- 1973 - Clémentine Autain, politica e giornalista francese
- 1973 - Magdalena Kožená, mezzosoprano ceca
- 1973 - João Manuel Pinto Tomé, ex calciatore portoghese
- 1973 - Ihor Rachajev, allenatore di calcio e ex calciatore ucraino
- 1974 - Kozue Amano, fumettista giapponese
- 1974 - Enrico Cocco, allenatore di calcio a 5 e ex giocatore di calcio a 5 italiano
- 1974 - Matthew Currie Holmes, attore canadese
- 1974 - Antuan Edwards, ex giocatore di football americano statunitense
- 1974 - Lars Frölander, ex nuotatore svedese
- 1974 - Enrique Osses, arbitro di calcio cileno
- 1974 - Vadimas Petrenko, ex calciatore lituano
- 1974 - Thomas Røed, ex calciatore norvegese
- 1974 - Oleg Saitov, pugile russo
- 1975 - Alexander Alvaro, politico tedesco
- 1975 - Kai Børre Andersen, pilota motociclistico norvegese
- 1975 - Nicki Aycox, attrice statunitense († 2022)
- 1975 - Alessandro Calcaterra, ex pallanuotista e allenatore di pallanuoto italiano
- 1975 - Ousmane N'Gom Camara, ex calciatore guineano
- 1975 - Ricardo Fernández, ex calciatore spagnolo
- 1975 - Lauryn Hill, cantautrice, rapper e produttrice discografica statunitense
- 1975 - Arianna Meloni, politica italiana
- 1975 - Carl Verheijen, ex pattinatore di velocità su ghiaccio olandese
- 1976 - Verónica Alcocer, attivista e filantropa colombiana
- 1976 - Kenny Florian, artista marziale misto statunitense
- 1976 - Daniela Graglia, ex velocista italiana
- 1976 - Monique Hennagan, ex velocista statunitense
- 1976 - Scott Humphries, ex tennista statunitense
- 1976 - Fabio Santus, ex fondista italiano
- 1976 - Vincenzo Sarno, produttore cinematografico e produttore televisivo italiano
- 1977 - Alexandre José Oliveira, ex calciatore brasiliano
- 1977 - Nikos Chatzīvrettas, ex cestista greco
- 1977 - Ben Curtis, golfista statunitense
- 1977 - Marc Dos Santos, allenatore di calcio canadese
- 1977 - Nicola Franceschina, ex pattinatore di short track italiano
- 1977 - Goçguly Goçgulyýew, calciatore turkmeno
- 1977 - Eirik Hoseth, ex calciatore norvegese
- 1977 - Mark Hunter, cantante e musicista statunitense
- 1977 - Misaki Itō, attrice e modella giapponese
- 1977 - Marco Marchetti, politico italiano
- 1977 - Chrysostomos Michaīl, allenatore di calcio e ex calciatore cipriota
- 1977 - Michal Riszdorfer, canoista slovacco
- 1977 - Tara Snyder, ex tennista statunitense
- 1977 - Luca Toni, ex calciatore italiano
- 1978 - Miroslav Barčík, allenatore di calcio e calciatore slovacco
- 1978 - Phil Elverum, cantautore e produttore discografico statunitense
- 1978 - Roberto Emanuelli, scrittore italiano
- 1978 - Fabio Firmani, dirigente sportivo e ex calciatore italiano
- 1978 - Laurence Fox, attore britannico
- 1978 - Benji Gregory, attore e doppiatore statunitense († 2024)
- 1978 - Tang Hamilton, ex cestista statunitense
- 1978 - Huang Yong, ex calciatore cinese
- 1978 - Nebojša Jelenković, ex calciatore serbo
- 1978 - Mauro Mancini, regista e sceneggiatore italiano
- 1978 - Rafael Olarra, ex calciatore cileno
- 1978 - Ana Paula Oliveira, arbitro di calcio brasiliana
- 1978 - Dan Parks, ex rugbista a 15 australiano
- 1978 - Adam Robitel, regista statunitense
- 1978 - Baby Gabi, cantante ungherese
- 1978 - Reinaldo Ventura, hockeista su pista portoghese
- 1978 - Céline Widmer, politologa e politica svizzera
- 1979 - Hüseyin Çimşir, allenatore di calcio e ex calciatore turco
- 1979 - Elisabeth Harnois, attrice statunitense
- 1979 - Abdulsalam Jumaa, ex calciatore emiratino
- 1979 - Aleksej Markov, dirigente sportivo, ex pistard e ciclista su strada russo
- 1979 - Ashley Massaro, wrestler e modella statunitense († 2019)
- 1979 - Natal'ja Nazarova, velocista russa
- 1979 - Mehmet Okur, ex cestista e allenatore di pallacanestro turco
- 1979 - Jonas Reckermann, ex giocatore di beach volley tedesco
- 1979 - Janny Sikazwe, arbitro di calcio zambiano
- 1980 - Jolene Anderson, attrice e cantante australiana
- 1980 - Greg Barber, ex hockeista su ghiaccio canadese
- 1980 - Krystofer Barch, ex hockeista su ghiaccio canadese
- 1980 - Elkin Calle, ex calciatore colombiano
- 1980 - Mamadou Coulibaly, ex calciatore ivoriano
- 1980 - Paolo Cozzi, ex pallavolista italiano
- 1980 - Mattia Graffiedi, allenatore di calcio e ex calciatore italiano
- 1980 - LeRoy Hurd, ex cestista statunitense
- 1980 - Mércio, ex calciatore brasiliano
- 1980 - Yūichi Mizutani, ex calciatore giapponese
- 1980 - Anderson de Oliveira Gomes, ex calciatore brasiliano
- 1981 - Marko Antonijevič, ex cestista sloveno
- 1981 - Craig Callahan, ex cestista statunitense
- 1981 - Dino Drpić, ex calciatore croato
- 1981 - Anthony Ervin, nuotatore statunitense
- 1981 - Eda-Ines Etti, cantante estone
- 1981 - Lele Nucera, attore italiano
- 1981 - Francisco Medina Luna, ex calciatore spagnolo
- 1981 - Răzvan Raț, ex calciatore rumeno
- 1981 - Kevin Sammut, ex calciatore maltese
- 1981 - Tom Stubbe, ex ciclista su strada belga
- 1981 - Ben Zobrist, ex giocatore di baseball statunitense
- 1982 - Monique Alexander, attrice pornografica statunitense
- 1982 - Gints Antrops, ex cestista lettone
- 1982 - Kithson Bain, calciatore grenadino
- 1982 - Joe Cunningham, politico statunitense
- 1982 - Nenad Erić, ex calciatore serbo
- 1982 - Nelson Ferreira, ex calciatore portoghese
- 1982 - Hasan Kabze, ex calciatore turco
- 1982 - Yōsuke Kataoka, ex calciatore giapponese
- 1982 - Yōko Matsugane, modella giapponese
- 1982 - Matko Perdijić, allenatore di calcio e ex calciatore croato
- 1982 - Vahid Talebloo, calciatore iraniano
- 1983 - Bae Ki-jong, ex calciatore sudcoreano
- 1983 - Justin Bowen, ex cestista statunitense
- 1983 - Elena Cucci, attrice italiana
- 1983 - Oliver Hermanus, regista e scrittore sudafricano
- 1983 - Sushil Kumar, lottatore indiano
- 1983 - Tiziana Martello, doppiatrice e conduttrice televisiva italiana
- 1983 - Rodica Șerban, canottiera rumena
- 1983 - Ted Sikovi, calciatore samoano
- 1983 - Nabil Taïder, ex calciatore francese
- 1983 - Kristoffer Weckström, ex calciatore finlandese
- 1983 - Demy de Zeeuw, ex calciatore olandese
- 1984 - Jamie Lynn Gray, tiratrice a segno statunitense
- 1984 - Gabriela Kubatová, ex cestista slovacca
- 1984 - Charlene McKenna, attrice irlandese
- 1984 - Patrick Milchraum, ex calciatore tedesco
- 1984 - Mikel Nieve, ex ciclista su strada spagnolo
- 1984 - César Sempere, ex rugbista a 15 e imprenditore spagnolo
- 1984 - Łukasz Szukała, ex calciatore polacco
- 1984 - Óscar Velázquez, giocatore di calcio a 5 paraguaiano
- 1984 - Borja Vivas, pesista spagnolo
- 1985 - Kwan Baptiste, calciatore grenadino
- 1985 - Simeon Bulgaru, allenatore di calcio e ex calciatore moldavo
- 1985 - Fatmir Çaça, ex calciatore albanese
- 1985 - Lior Cohen, attrice, cantante e ballerina israeliana
- 1985 - Alberto Ricchetti, canoista italiano
- 1985 - Alberto Sansimena Chamorro, ex calciatore spagnolo
- 1985 - Christian Thonhofer, calciatore austriaco
- 1986 - Alain Baclet, calciatore francese
- 1986 - Ashley Bell, attrice statunitense
- 1986 - Àstrid Bergès-Frisbey, attrice e modella spagnola
- 1986 - Jerome Boyd, ex giocatore di football americano statunitense
- 1986 - Jorge Broun, calciatore argentino
- 1986 - Adeline Chetail, attrice e doppiatrice francese
- 1986 - Noemi Cortelli, calciatrice italiana
- 1986 - Andrea Gjinaj, ex cestista e allenatore di pallacanestro albanese
- 1986 - Adam Kantor, attore e cantante statunitense
- 1986 - Gorka Kijera, ex calciatore spagnolo
- 1986 - Nao Kodaira, pattinatrice di velocità su ghiaccio giapponese
- 1986 - Martin Lundby, arbitro di calcio norvegese
- 1986 - Marko Markovski, ex calciatore serbo
- 1986 - Eliane Martins, lunghista brasiliana
- 1986 - Tommaso Negri, pallanuotista italiano
- 1986 - Felix Oberrauch, ex hockeista su ghiaccio italiano
- 1986 - Matti Oivanen, ex pallavolista finlandese
- 1986 - Mikko Oivanen, pallavolista finlandese
- 1986 - Aleksej Ostapenko, pallavolista russo
- 1986 - Anika Smit, ex altista sudafricana
- 1986 - Jeremy Stephens, artista marziale misto statunitense
- 1986 - Michel Tornéus, lunghista svedese
- 1986 - Lindsay Wisdom, ex cestista e allenatrice di pallacanestro statunitense
- 1986 - Anton Šendrik, calciatore ucraino
- 1987 - Salvatore Burrai, calciatore italiano
- 1987 - Ebru Ceylan, pallavolista turca
- 1987 - Steve Maclin, wrestler statunitense
- 1987 - Luca Dodi, ex ciclista su strada italiano
- 1987 - Madeleine Dupont, giocatrice di curling danese
- 1987 - Tooji, cantante, modello e showman iraniano
- 1987 - Diogo Luis Santo, ex calciatore brasiliano
- 1987 - Mehdi Marzouki, pallanuotista francese
- 1987 - Olcay Şahan, allenatore di calcio e ex calciatore turco
- 1987 - Naila Ramera, calciatrice italiana
- 1987 - Alessandro Ruggeri, imprenditore e dirigente sportivo italiano
- 1987 - Pavlo Stepanec', ex calciatore ucraino
- 1987 - Josh Thomas, comico, attore e sceneggiatore australiano
- 1987 - Krysty Wilson-Cairns, sceneggiatrice scozzese
- 1988 - Karim Adiprasito, matematico tedesco
- 1988 - Ali Al-Hosani, calciatore emiratino
- 1988 - Andrea Catellani, dirigente sportivo, allenatore di calcio e ex calciatore italiano
- 1988 - Gino Clara, calciatore argentino
- 1988 - Juan Cuadrado, calciatore colombiano
- 1988 - Cato Hansen, ex calciatore norvegese
- 1988 - Ramon Harris, cestista statunitense
- 1988 - Bernadett Heidum, pattinatrice di short track ungherese
- 1988 - Revaz Lashkhi, lottatore georgiano
- 1988 - Roko Mišlov, calciatore croato
- 1988 - Luís Carlos Novo Neto, ex calciatore portoghese
- 1988 - Fábio Pacheco, calciatore portoghese
- 1988 - Sergio Pérez Visca, ex calciatore uruguaiano
- 1988 - Orlando Sánchez, cestista dominicano
- 1988 - Da'Rel Scott, giocatore di football americano statunitense
- 1988 - Dani Stevens, discobola e pesista australiana
- 1988 - Orlando Sá, ex calciatore portoghese
- 1988 - Akito Watabe, combinatista nordico giapponese
- 1988 - Damian Williams, giocatore di football americano statunitense
- 1988 - Jakub Řezníček, calciatore ceco
- 1989 - Rangel Abušev, ex calciatore bulgaro
- 1989 - Babatunde Aiyegbusi, wrestler e ex giocatore di football americano polacco
- 1989 - Nery Cardozo, calciatore paraguaiano
- 1989 - Claudia Ceccarelli, allenatrice di calcio e ex calciatrice italiana
- 1989 - Thomas Fabbiano, ex tennista italiano
- 1989 - Amit Farkash, attrice canadese
- 1989 - Rick Jackson, cestista statunitense
- 1989 - Slobodan Jakovljević, calciatore serbo
- 1989 - Park Ye-eun, cantante, modella e pianista sudcoreana
- 1989 - Tomáš Pekhart, calciatore ceco
- 1989 - Fabrizio Poli, calciatore italiano
- 1989 - Jean Dieu-Donné Randrianasolo, calciatore malgascio
- 1989 - Nick Roud, attore britannico
- 1989 - Thamsanqa Sangweni, calciatore sudafricano
- 1989 - Tyler Wilson, ex calciatore statunitense
- 1989 - Shūhei Ōtsuki, ex calciatore giapponese
- 1990 - Alexandre Bardenet, schermidore francese
- 1990 - Ivan Božović, calciatore serbo
- 1990 - Ufuk Budak, calciatore azero
- 1990 - Mervan Çelik, ex calciatore svedese
- 1990 - Dominick Drexler, ex calciatore tedesco
- 1990 - Eric Griffin, cestista statunitense
- 1990 - Robby Kelley, sciatore alpino statunitense
- 1990 - Zach Line, ex giocatore di football americano statunitense
- 1990 - Jurij Lodygin, calciatore russo
- 1990 - Madeleine Mantock, attrice britannica
- 1990 - Peter Michalovič, pallavolista slovacco
- 1990 - Charles Monsalvo, calciatore colombiano
- 1990 - Felipe Jorge Rodríguez, calciatore uruguaiano
- 1990 - Matthieu Rosset, tuffatore francese
- 1990 - Guillaume Rufin, ex tennista francese
- 1990 - Paul Sewald, giocatore di baseball statunitense
- 1990 - Guillaume Victorin, lunghista francese
- 1991 - Amber Bondin, cantante maltese
- 1991 - Ah Young, cantante e attrice sudcoreana
- 1991 - Christie Elliot, ex calciatore inglese
- 1991 - Hungria Hip Hop, rapper, cantante e compositore brasiliano
- 1991 - Sabrina Marchese, giocatrice di calcio a 5 e ex calciatrice italiana
- 1991 - João Matias, pistard e ciclista su strada portoghese
- 1991 - Julianna Rose Mauriello, attrice statunitense
- 1991 - Chris Mavinga, calciatore francese
- 1991 - Orlann Ombissa-Dzangue, velocista francese
- 1991 - Takashi Sawada, calciatore giapponese
- 1991 - Tobias Siegert, pilota motociclistico tedesco
- 1991 - Alessandro Tura, hockeista su ghiaccio italiano
- 1991 - Elísa Viðarsdóttir, calciatrice islandese
- 1991 - Erica Wilson, pallavolista statunitense
- 1992 - Jaromír Bohačík, cestista ceco
- 1992 - Ignacio Brex, rugbista a 15 e rugbista a 7 argentino
- 1992 - Rosario Canale, compositore, paroliere e cantautore italiano
- 1992 - Jonathan Cantillana, calciatore cileno
- 1992 - Denise De Luca, calciatrice italiana
- 1992 - Dave Dudzinski, cestista statunitense
- 1992 - Luigi Falcone, ex calciatore italiano
- 1992 - Peter Kibet Lagat, siepista e mezzofondista keniota
- 1992 - Marko Luković, cestista serbo
- 1992 - Leonardo Mancuso, calciatore italiano
- 1992 - Richie Marquez, ex calciatore statunitense
- 1992 - David Najem, ex calciatore statunitense
- 1992 - Agathe Ngani, calciatrice camerunese
- 1992 - Rocky Nyikeine, calciatore francese
- 1992 - Eryk Rodzik, ex taekwondoka polacco
- 1992 - Sameh Saeed, calciatore iracheno
- 1992 - Germain Sanou, calciatore burkinabé
- 1993 - Trey Davis, cestista statunitense
- 1993 - Erica Falbo, calciatrice italiana
- 1993 - Jamal Hairane, mezzofondista qatariota
- 1993 - Elmo Kambindu, calciatore namibiano
- 1993 - Martina Kiššová, ex cestista slovacca
- 1993 - Nick Kwiatkoski, giocatore di football americano statunitense
- 1993 - Melania Martinovic, calciatrice italiana
- 1993 - Sebastian Ohlsson, calciatore svedese
- 1993 - Cristhian Pacheco, maratoneta peruviano
- 1993 - Víctor Salazar, calciatore argentino
- 1993 - Sanni, cantante, compositrice e attrice finlandese
- 1993 - Katerine Savard, nuotatrice canadese
- 1993 - Naza, rapper e cantante francese
- 1993 - Nicola Tiozzo, pallavolista italiano
- 1993 - Lasha Torghvaidze, triplista georgiano
- 1993 - Gustav Valsvik, calciatore norvegese
- 1993 - Gabriel Ynoa, giocatore di baseball dominicano
- 1993 - Rayderley Zapata, ginnasta spagnolo
- 1993 - Vjačeslav Zinkov, calciatore russo
- 1993 - Cansu Çetin, pallavolista turca
- 1993 - Vladimir Žoga, militare russo († 2022)
- 1993 - Kateryna Žydačevs'ka, lottatrice ucraina
- 1994 - Franco Cervi, calciatore argentino
- 1994 - Nolan Cressler, ex cestista statunitense
- 1994 - Bryson Fonville, ex cestista statunitense
- 1994 - Elliot Giles, mezzofondista britannico
- 1994 - Eli Goree, attore canadese
- 1994 - Miljan Govedarica, calciatore bosniaco
- 1994 - Jack Gower, ex sciatore alpino britannico
- 1994 - Lindsey Heaps, calciatrice statunitense
- 1994 - Fernando Joao, ex calciatore argentino
- 1994 - Caroline Jouisse, nuotatrice francese
- 1994 - Kim Jun-ho, schermidore sudcoreano
- 1994 - Cornelia Lister, ex tennista svedese
- 1994 - Devante Mays, giocatore di football americano statunitense
- 1994 - Joanne Missingham, goista taiwanese
- 1994 - Herman Pen'kov, calciatore ucraino
- 1994 - Andrés Schetino, calciatore uruguaiano
- 1994 - Mike Schilder, cestista olandese
- 1994 - Jessica Sobrino Mizrahi, nuotatrice artistica messicana
- 1994 - Bruno Felipe Souza da Silva, calciatore brasiliano
- 1994 - Jorge Vidal Valdez, calciatore argentino
- 1994 - Jherson Vergara, ex calciatore colombiano
- 1994 - Trick Williams, wrestler statunitense
- 1995 - Dmytro Bilonoh, calciatore ucraino
- 1995 - Marta Cardona, calciatrice spagnola
- 1995 - Nicky Evrard, calciatrice belga
- 1995 - Nicole Fossa Huergo, tennista italiana
- 1995 - Sergi González, calciatore spagnolo
- 1995 - Youssef Obama, calciatore egiziano
- 1995 - Daniela Klotz, hockeista su ghiaccio italiana
- 1995 - Efrén Llarena, pilota di rally spagnolo
- 1995 - Morgan Megarry, ex sciatore alpino canadese
- 1995 - Juan Otero, calciatore colombiano
- 1995 - Filip Piszczek, calciatore polacco
- 1995 - Sávio Antônio Alves, calciatore brasiliano
- 1995 - Kenan Sipahi, cestista turco
- 1995 - Georgij Tigiev, ex calciatore russo
- 1995 - Burak Yörük, attore turco
- 1996 - Ahmed Abdelwahed, siepista e mezzofondista italiano
- 1996 - Ahmed Abelrahman, judoka egiziano
- 1996 - Caroline Agnou, multiplista svizzera
- 1996 - Abdelrahman Al-Masatfa, karateka giordano
- 1996 - Dalan Ancrum, cestista statunitense
- 1996 - Nick Bowers, giocatore di football americano statunitense
- 1996 - Micol Corsiani, calciatrice italiana
- 1996 - Will Dunn, attore britannico
- 1996 - Lukáš Haraslín, calciatore slovacco
- 1996 - J Hus, rapper e cantante britannico
- 1996 - Denis Jakuba, calciatore russo
- 1996 - Tarik Kada, calciatore marocchino
- 1996 - Lukas Klünter, calciatore tedesco
- 1996 - Matt Milon, cestista statunitense
- 1996 - Zećira Mušović, calciatrice svedese
- 1996 - Boris Radunović, calciatore serbo
- 1996 - Navid Rahman, calciatore pakistano
- 1996 - Robbert de Vos, ex calciatore olandese
- 1996 - Buse Naz Çakıroğlu, pugile turca
- 1997 - Jonatan Benedetti, calciatore argentino
- 1997 - Simon Fournier, sciatore alpino canadese
- 1997 - Sebastián Guzmán, calciatore colombiano
- 1997 - Jessica Hilzinger, sciatrice alpina liechtensteinese
- 1997 - Brad Lyons, calciatore nordirlandese
- 1997 - Kevin Marfo, cestista statunitense
- 1997 - Javokhirbek Nurmatov, schermidore uzbeko
- 1997 - Larisa Ocvirk, ex cestista slovena
- 1997 - Joseph Okumu, calciatore keniota
- 1997 - Filippo Romagna, calciatore italiano
- 1997 - Shunta Tanaka, calciatore giapponese
- 1997 - Yago César, calciatore brasiliano
- 1998 - Jacob Barnett, statunitense
- 1998 - Leo Bengtsson, calciatore svedese
- 1998 - Fabricio Brener, calciatore argentino
- 1998 - Frederick Davidson, canottiere britannico
- 1998 - Juan Ignacio Díaz, calciatore argentino
- 1998 - Jordan Ford, cestista statunitense
- 1998 - Valerie Higgins, cestista statunitense
- 1998 - Edoardo Iachizzi, rugbista a 15 italiano
- 1998 - Denil Maldonado, calciatore honduregno
- 1998 - Joseph Mobio, cestista italiano
- 1998 - Ishan Pandita, calciatore indiano
- 1998 - João Paulo Moreira Fernandes, calciatore capoverdiano
- 1998 - Abdoulaye Sissako, calciatore francese
- 1998 - Lauren Stivrins, pallavolista statunitense
- 1998 - Busenaz Sürmeneli, pugile turca
- 1998 - Montassar Talbi, calciatore tunisino
- 1998 - Zachary Thomas, giocatore di football americano statunitense
- 1998 - Ramiz Zerrouki, calciatore olandese
- 1998 - Vahap Şanal, scacchista turco
- 1999 - Antoine Bernède, calciatore francese
- 1999 - Woyo Coulibaly, calciatore francese
- 1999 - Savion Flagg, cestista statunitense
- 1999 - George Ganea, calciatore rumeno
- 1999 - Rafik Guitane, calciatore francese
- 1999 - Alessandro Iacchi, ciclista su strada italiano
- 1999 - Kerry Ingram, attrice britannica
- 1999 - Christian Larotonda, calciatore venezuelano
- 1999 - Évita Muzic, ciclista su strada e ciclocrossista francese
- 1999 - Lucas Ortíz, calciatore uruguaiano
- 1999 - Micah Parsons, giocatore di football americano statunitense
- 1999 - Inês Pereira, calciatrice portoghese
- 1999 - Johan Price-Pejtersen, ciclista su strada e pistard danese
- 1999 - Carlos Ramos, calciatore venezuelano
- 2000 - Océane Cassignol, nuotatrice francese
- 2000 - Kristóf Korbély, calciatore ungherese
- 2000 - Aggelos Liasos, calciatore greco
- 2000 - Elizaveta Lugovskich, ginnasta russa
- 2000 - Taisei Miyashiro, calciatore giapponese
- 2000 - Hannah Neise, skeletonista tedesca
- 2000 - Cyril Ngonge, calciatore belga
- 2000 - Dominic Ott, sciatore alpino svizzero
- 2000 - Dereon Seabron, cestista statunitense
- 2000 - Tyrique Stevenson, giocatore di football americano statunitense

## XXI secolo(21)
- 2001 - Alejandro Barbudo Lorenzo, calciatore spagnolo
- 2001 - Bismark Charles, calciatore ghanese
- 2001 - Megan Charpentier, attrice canadese
- 2001 - Alexander Prass, calciatore austriaco
- 2001 - Vinícius Rangel, ciclista su strada brasiliano
- 2001 - Bart van Rooij, calciatore olandese
- 2002 - Eitan Azulay, calciatore israeliano
- 2002 - Maxime Estève, calciatore francese
- 2002 - Bogdan Rejchmen, calciatore russo
- 2002 - Jan Thielmann, calciatore tedesco
- 2003 - Dominick Barlow, cestista statunitense
- 2003 - Trym Brennsæter, ciclista su strada norvegese
- 2003 - Emiliano Melo, calciatore uruguaiano
- 2003 - Matías Mir, calciatore uruguaiano
- 2003 - Caitlin Nash, slittinista canadese
- 2003 - Andrej Stojčevski, calciatore macedone
- 2003 - Arsen Zacharjan, calciatore russo
- 2005 - Abdoul Kader Ouattara, calciatore burkinabé
- 2005 - Drita Ziri, modella albanese
- 2008 - Olena Verbinska, nuotatrice artistica canadese
- 2010 - Huang Jianjie, tuffatore cinese